# Богатка
Богатка — река в Ивановской области России, протекает по Верхнеландеховскому району. Правый приток среднего течения реки Ландех.
Длина реки — 4,9 км.
Вытекает из торфяного болота на высоте примерно 110 м над уровнем моря, к югу от деревни Кобелята. В верхней половине течёт преимущественно на юго-восток, в нижней — на юг. Около деревни Сахарово пересекается региональной автодорогой 24К-260 и принимает слева безымянный приток. Устье Богатки находится на высоте 99 м над уровнем моря, около южной окраины деревни Старилово.